# Mossman, Queensland
Mossman är en ort i Australien. Den ligger i kommunen Cook och delstaten Queensland, omkring 1 500 kilometer nordväst om delstatshuvudstaden Brisbane. Mossman ligger 14 meter över havet och antalet invånare är 1 740.
Runt Mossman är det mycket glesbefolkat, med 4 invånare per kvadratkilometer.. Närmaste större samhälle är Port Douglas, omkring 10 kilometer öster om Mossman. 
I omgivningarna runt Mossman växer i huvudsak städsegrön lövskog. Genomsnittlig årsnederbörd är 1 434 millimeter. Den regnigaste månaden är mars, med i genomsnitt 341 mm nederbörd, och den torraste är september, med 14 mm nederbörd.